# 加維蘭峰
40°4′19″N 1°6′38″W / 40.07194°N 1.11056°W

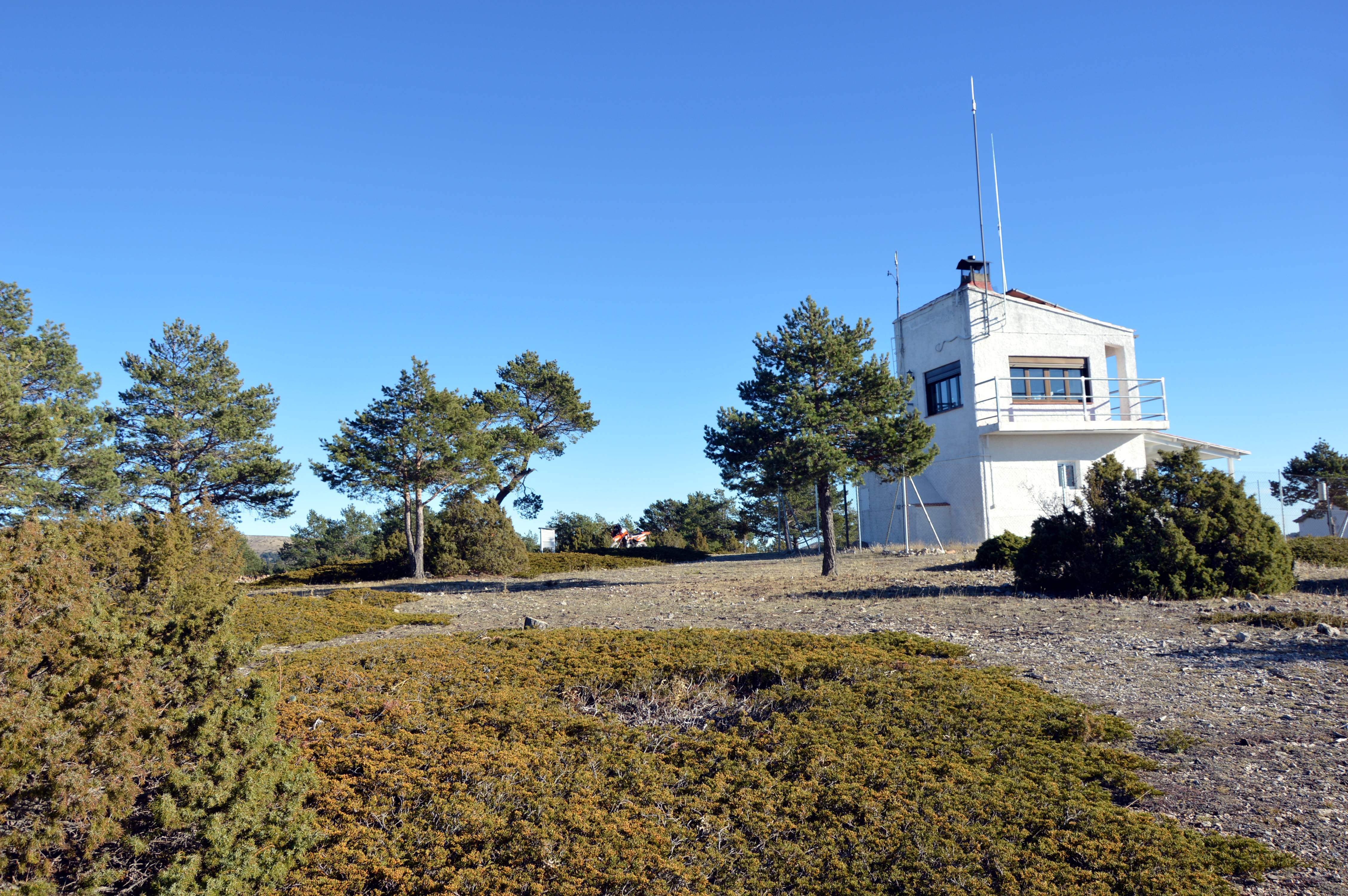

加維蘭峰是西班牙的山峰，位於該國東部巴倫西亞自治區巴倫西亞省，處於聖米格爾鎮，屬於伊比利亞山脈中哈瓦蘭布雷山脈的一部分，海拔高度1,750米。